# Spring Byington
Spring Dell Byington (17 de outubro de 1886 – 7 de setembro de 1971) foi uma atriz americana. Sua carreira incluiu uma temporada de sete anos no rádio e na televisão como estrela de December Bride. Ela era uma atriz contratada pela Metro-Goldwyn-Mayer que apareceu em filmes das décadas de 1930 a 1960. Byington recebeu uma indicação ao Oscar de Melhor Atriz Coadjuvante por seu papel como Penelope Sycamore em You Can't Take It with You (1938).

## Juventude
Byington nasceu em Colorado Springs, Colorado, filha de Edwin Lee Byington, um educador e superintendente de escolas no Colorado, e de sua esposa Helene Maud (Cleghorn) Byington, uma médica. Ela tinha uma irmã mais nova, Helene Kimball Byington. Seu pai morreu em 1891, e sua mãe enviou a filha mais nova para morar com os avós em Port Hope, Ontário, enquanto Spring permaneceu com parentes em Denver. Helene Maud Byington mudou-se para Boston e matriculou-se na Escola de Medicina da Universidade de Boston, onde se formou em 1896. Ela então retornou para Denver e abriu um consultório com sua colega de classe, Dra. Mary Ford.
Byington se apresentou ocasionalmente em shows amadores quando era estudante, graduando-se na North High School em 1904. Ela logo se tornou atriz profissional na Elitch Garden Stock Company. Quando sua mãe morreu em 1907, Spring e Helene foram legalmente adotadas por sua tia Margaret Eddy. Byington afirmou em uma entrevista de 1949 que ela tentou brevemente fazer reportagens em jornais. Porém, como já era maior de idade, decidiu iniciar a carreira de atriz em Nova Iorque, dizendo que gostou e: “Não consigo fazer mais nada muito bem”.

## Carreira

### Estágio
Em 1903, Byington ingressou em uma companhia de repertório, Belasco De Mille Company de Nova Iorque, que estava em turnê por Buenos Aires, Argentina. Entre as peças que apresentou em Buenos Aires estava Dr. Morris, escrita pelo Dr. Alberto del Solar. Entre 1903 e 1916, a companhia apresentou peças americanas, traduzidas para o espanhol e o português na Argentina e no Brasil. Ao retornar para Nova Iorque, Byington dividiu seu tempo entre trabalhar em Manhattan e ficar com as filhas. Suas filhas moravam com os amigos J. Allen e Lois Babcock, em Leonardsville, Nova Iorque, que cuidavam delas enquanto Byington trabalhava na cidade. Ela começou a viajar em 1919 com uma produção de The Bird of Paradise, que trouxe a cultura havaiana para o continente, e em 1921 começou a trabalhar com a Stuart Walker Company, para a qual desempenhou papéis em Mr. Pim Passes By, The Ruined Lady, e Rollo's Wild Oat, entre outros. Essa conexão lhe rendeu um papel em sua primeira apresentação na Broadway em 1924, Beggar on Horseback, de George S. Kaufman e Marc Connelly, que durou seis meses. Ela renovou o papel em março e abril de 1925 e continuou na Broadway com mais 18 produções de 1925 a 1935. Isso incluiu papéis em Once in a Lifetime, de Kaufman e Moss Hart, When Ladies Meet, de Rachel Crothers, e Jig Saw, de Dawn Powell.

### Filmes, rádio e televisão
Em seus últimos anos na Broadway, Byington começou a trabalhar no cinema. O primeiro foi um curta-metragem intitulado Papa's Slay Ride (1930), no papel de Mama, e o segundo papel, e mais conhecido, foi em As Quatro Irmãs (1933) como Marmee, com Katharine Hepburn como sua filha Jo. Para a MGM, ela interpretou a mãe do aspirante Roger Byam (Franchot Tone) em Mutiny on the Bounty (1935). Ela se tornou um nome familiar durante a série de filmes The Jones Family e continuou como atriz em Hollywood por vários anos. Byington foi indicada ao Oscar de Melhor Atriz Coadjuvante por You Can't Take It with You (1938), que foi ganho por Fay Bainter por Jezebel (no qual Byington também teve um papel como matrona da sociedade antes da guerra, Sra. Kendrick). Em 1941, ela interpretou “Sra. Mitchell”, mãe da personagem de Barbara Stanwyck, em Meet John Doe.
Durante a Segunda Guerra Mundial, Byington trabalhou no rádio e decidiu continuar trabalhando nesse meio, pois sua carreira cinematográfica começou a declinar após a guerra. Em 1952, ela ingressou na CBS Radio para se tornar a papel principal da viúva Lily Ruskin, na sitcom December Bride. Em 1954, a emissora de televisão Desilu Productions produziu um piloto do programa para uma sitcom, também estrelada por Byington. O piloto foi um sucesso, e a nova comédia de sucesso foi ao ar nas duas primeiras temporadas imediatamente após I Love Lucy. December Bride transmitiu 156 episódios até 1959.
Byington apareceu com Tab Hunter em um episódio de 1960 do The Tab Hunter Show. Ela também estrelou como ela mesma no seriado da CBS Dennis the Menace, estrelado por Jay North, no episódio intitulado "Dennis' Birthday" (1961), com o ator Vaughn Taylor também aparecendo no segmento.
De 1961 a 1963, Byington foi escalada como a governanta sábia e matronal Daisy Cooper, na série de faroeste da NBC Laramie, estrelada por John Smith e Robert Fuller. Em Laramie, Daisy atuou como avó substituta do órfão Mike Williams, interpretado pelo ator infantil Dennis Holmes.
Depois de Laramie, Byington estrelou "Oh, Those Hats!", um episódio de 1963 de Mister Ed, interpretando Karen Dooley, uma influente colunista de Beverly Hills. Mais tarde, ela apareceu como Sra. Jolly na comédia dramática da NBC de Dennis Weaver, Kentucky Jones, e como a rica J. Pauline Spaghetti em dois episódios de Batman em 1966. Seu penúltimo papel antes de sua morte por câncer foi em 1967, como a mãe de Larry Hagman em I Dream of Jeannie da NBC. Seu último papel foi em 1968 como Madre General em The Flying Nun da ABC, estrelado por Sally Field.

## Vida pessoal
Byington falava um pouco de espanhol, que aprendeu durante o tempo que passou com o marido em Buenos Aires; e ela estudou português brasileiro nos últimos anos. Em julho de 1958, ela confidenciou à repórter Hazel Johnson que havia adquirido uma "pequena plantação de café" no Brasil no mês anterior e estava aprendendo português. "A senhorita Byington explicou que ela primeiro ouve um 'disco de condicionamento' antes de dormir. Uma hora depois, suas aulas de português começam automaticamente a ser transmitidas ao seu travesseiro por meio de um pequeno alto-falante."
Byington era fascinada por metafísica e romances de ficção científica, incluindo 1984, de George Orwell. Ela surpreendeu seus colegas de elenco em December Bride com seu conhecimento dos satélites da Terra e das constelações no céu noturno, e leu The Magazine of Fantasy & Science Fiction.
Em agosto de 1955, Byington começou a ter aulas de voo em Glendale, Califórnia, mas o estúdio a fez parar por causa de problemas de seguro.
Em janeiro de 1957, ela testemunhou no julgamento dos irmãos Sica como testemunha em nome de DaLonne Cooper, que era uma "roteirista de meio período" de December Bride.

### Casamento e noivado
Em 1909, Byington casou-se com Roy Chandler, empresário da trupe de teatro com a qual trabalhou em Buenos Aires. Eles permaneceram lá até 1916, quando Spring retornou a Nova Iorque para dar à luz sua primeira filha, Phyllis Helene. Sua segunda filha, Lois Irene, nasceu em 1917. O casal se divorciou por volta de 1920. Entre então e meados da década de 1930, ela dedicou seu tempo ao desenvolvimento de sua carreira.
No final da década de 1930, Byington estava noiva de um industrial argentino. Após um noivado de alguns anos e vários meses, ele morreu inesperadamente. Ela então dedicou sua vida à carreira e à família.
Vários historiadores de Hollywood afirmaram que Byington era lésbica. A biógrafa da atriz Marjorie Main, Michelle Vogel, observou que Main e Byington foram amplamente divulgadas como tendo um relacionamento de longo prazo. Quando questionada sobre a orientação sexual de Byington, Main observou: "É verdade, ela não gostava muito de homens."

## Morte
Em 7 de setembro de 1971, Byington morreu de câncer em sua casa em Hollywood Hills. A pedido dela, seu corpo foi doado para pesquisas médicas.
Por suas contribuições às indústrias de cinema e televisão, Byington tem duas estrelas na Calçada da Fama de Hollywood: uma estrela do cinema no 6507 Hollywood Boulevard e uma estrela da televisão no 6231 Hollywood Boulevard.

## Créditos da Broadway
| - Beggar on Horseback (1924, revival de 1925) – Sra. Cady - Weak Sisters (1925) - Puppy Love (1926) - The Great Adventure (1926–1927) - Skin Deep (1927) - The Merchant of Venice (1928) - To-Night at 12 (1928–1929) - Be Your Age (1929) - Jonesy (1929) - Ladies Don't Lie (1929) | - I Want My Wife (1930) - Once in a Lifetime (1930) – Helen Hobart - Ladies of Creation (1931) - We Are No Longer Children (1932) - When Ladies Meet (1932–1933) - The First Apple (1933–1934) - No Questions Asked (1934) - Jig Saw (1934) - Piper Paid (1934–1935) |

## Filmografia parcial

### Filmes
- As Quatro Irmãs (1933) como Marmee March
- Werewolf of London (1935) como Miss Ettie Coombes
- Love Me Forever (1935) como Clara Fields
- Broadway Hostess (1935) como Sra. Duncan-Griswald-Wembley-Smythe
- The Great Impersonation (1935) como Duquesa Caroline
- Ah, Wilderness! (1935) como Sra. Miller
- Mutiny on the Bounty (1935) como Sra. Byam
- Dodsworth (1936) como Matey Pearson
- Stage Struck (1936) como Sra. Randall
- A Carga da Brigada Ligeira (1936) como Lady Octavia Warrenton
- Theodora Goes Wild (1936) como Rebecca Parry
- The Girl on the Front Page (1936) como Sra. Langford
- Palm Springs (1936) como Tia Letty
- Penrod and Sam (1937) como Sra. Schofield
- A Family Affair (1937) como Sra. Hardy
- Green Light (1937) como Sra. Dexter
- It's Love I'm After (1937) como Tia Ella Paisley
- The Buccaneer (1938) como Dolly Madison
- As Aventuras de Tom Sawyer (1938) como Viúva Douglas (sem créditos)
- Jezebel (1938) como Sra. Kendrick
- You Can't Take It with You (1938) como Penelope "Penny" Sycamore
- Chicken Wagon Family' (1939) como Josephine Fippany
- Quick Millions (1939) como Sra. Jones
- The Blue Bird (1940) como Mummy Tyl
- Laddie (1940) como Sra. Stanton
- Lucky Partners (1940) como Tia Lucy
- My Love Came Back (1940) como Clara Malette
- The Devil and Miss Jones (1941) como Elizabeth Ellis
- Meet John Doe (1941) como Sra. Mitchell
- When Ladies Meet (1941) como Bridget Drake
- Roxie Hart (1942) como Mary Sunshine
- Rings on Her Fingers (1942) como Sra. Maybelle Worthington
- The Vanishing Virginian (1942) como Rosa Yancey
- The Affairs of Martha (1942) como Sophia Sommerfield
- The War Against Mrs. Hadley (1942) como Cecilia Talbot
- Heaven Can Wait (1943) como Bertha Van Cleve
- Presenting Lily Mars (1943) como Sra. Mars
- The Heavenly Body (1944) como Nancy Porter
- I'll Be Seeing You (1944) como Sra. Marshall
- Reward Unlimited (1944, curta) como a mãe de Peggy
- The Enchanted Cottage (1945) como Violet Price
- Thrill of a Romance (1945) como Vovó Glenn
- Captain Eddie' (1945) como Sra. Frost
- Dragonwyck (1946) como Magda
- A Letter for Evie (1946) como Sra. McPherson
- Living in a Big Way (1947) como Sra. Minerva Alsop Morgan
- Singapore (1947) como Sra. Bellows
- It Had to Be You (1947) como Sra. Martha Stafford
- Cynthia (1947) como Carrie Jannings
- B.F.'s Daughter (1948) como Gladys Fulton
- In the Good Old Summertime (1949) como Nellie Burke
- The Big Wheel (1949) como Mary Coy
- The Reformer and the Redhead (1950) como a mãe de Kathy (voz, sem créditos)
- Please Believe Me (1950) como Sra. Milwright
- Louisa (1950) como Louisa Norton
- The Skipper Surprised His Wife (1950) como Agnes Thorndyke
- Devil's Doorway (1950) como Sra. Masters
- Walk Softly, Stranger (1950) como Sra. Brentman
- According to Mrs. Hoyle (1951) como Sra. Hoyle
- Angels in the Outfield (1951) como Irmã Edwitha
- Bannerline (1951) como Sra. Loomis
- No Room for the Groom (1952) como Mama Kingshead
- Because You're Mine (1952) como Sra. Edna Montville
- The Rocket Man (1954) como Juíza Amelia Brown
- Please Don't Eat the Daisies (1960) como Suzie Robinson

### Filmes da "Jones Family"
- Every Saturday Night (1936)
- Educating Father (1936)
- Back to Nature (1936)
- Off to the Races (1937)
- The Jones Family in Big Business (1937)
- Hot Water (1937)
- Borrowing Trouble (1937)
- Love on a Budget (1938)
- A Trip to Paris (1938)
- Safety in Numbers (1938)
- Down on the Farm (1938)
- Everybody's Baby (1939)
- The Jones Family in Hollywood (1939)
- The Jones Family in Quick Millions (1939)
- Too Busy to Work (1939)
- Young as You Feel (1940)
- On Their Own (1940)
- I'll Be Seeing You (1944)

### Televisão
- December Bride (1954–1959) – Lily Ruskin
- The Ford Show, Starring Tennessee Ernie Ford (27 de dezembro de 1956) – Ela mesma
- What's My Line? (27 de outubro de 1957) (Episódio #386, 9ª Temporada EP.9) Convidada Misteriosa. Foi um dos poucos Convidados Misteriosos que disfarçou sua voz bem o suficiente para enganar o painel.
- Alfred Hitchcock Presents (1960) (6ª Temporada Episódio 11: "The Man with Two Faces") - Alice Wagner
- The Tab Hunter Show (1960) – Mollie Coburn, episódio "The Matchmaker"
- Dennis the Menace (1961) – Atuou ela mesma no episódio "Dennis' Birthday" exibido em 19/02/1961.
- Laramie (1961–1963) – Daisy Cooper
- Mister Ed (1963) - Karen Dooley, episódio "Oh, Those Hats!" (4ª Temporada, Episódio 8)
- The Greatest Show on Earth (1964) – episódio "The Train Don't Stop Till It Gets There"
- Kentucky Jones (1965) – Sra. Jolly, episódio "Feminine Intrusion"
- Batman (1966) – J. Pauline Spaghetti, episódios "The Catwoman Goeth" e "The Sandman Cometh"
- I Dream of Jeannie (1967) – Mother, episódio "Meet My Master's Mother"
- The Flying Nun (1968) – Mother General, episódio "To Fly or Not to Fly"

## Prêmios

### Indicações
- Alexandrias de 1933: Melhor Atriz Coadjuvante, As Quatro Irmãs[16]
  - Vencido por Mary Astor, The World Changes
- Oscar 1939: Oscar de Melhor Atriz Coadjuvante, You Can't Take It with You[17]
  - Vencido por Fay Bainter, Jezebel
- Prêmios Globo de Ouro de 1951: Melhor Atriz em Comédia ou Musical, Louisa[18]
  - Vencido por Judy Holliday, Born Yesterday
- Primetime Emmy Awards de 1957: Melhor Atriz – Série de Drama ou Comédia, December Bride[19]
  - Vencido por Jane Wyatt, Father Knows Best
- Primetime Emmy Awards de 1958: Melhor Atriz – Série de Drama ou Comédia, December Bride[20]
  - Vencido por Jane Wyatt, Father Knows Best